# استان جرش
استان جِرِش یا گراسا (به عربی:  محافظة جرش ) نام استانی در کشور پادشاهی اردن است.
نام این شهر در زمانهای دور آنتیوک بر کریسورهوس (Antioch-on-the-Chrysorhoas) بود و بخشی از ده‌شهر (دکاپولیس) یونانی-رومی بشمار می‌آمد.

## آثار باستانی
ویرانه‌های آن شهر باستانی در منطقه گیلیاد در شمال غربی کشور اردن قرار گرفته‌است.
استان جرش در ۴۵ کیلومتری شمال شهر عمان پایتخت کشور اردن واقع شده‌است.

## جمعیت
جمعیت استان جرش در حدود ۱۲۰٬۰۰۰ نفر می‌باشد.
اکثر ساکنان آن مسلمان سنی مذهب هستند
ارتفاع استان جرش از سطح دریا ما بین (۳۰۰ تا ۱۱۰۰) متر می‌باشد.